# Envelope Sender
Als Envelope Sender (englisch für ‚Briefumschlag-Sender‘) oder „Absender“ wird die E-Mail-Adresse bezeichnet, die während eines SMTP-Handshakes nach RFC 5321 als Parameter von MAIL FROM: übergeben wird.
Die Bezeichnung Envelope (englisch für ‚Umschlag‘, ‚Hülle‘) ist in Anlehnung an den Briefumschlag gewählt. Wie bei der Brief-Post ist nur das, was auf dem Umschlag steht, für den Transport ausschlaggebend. Der Envelope Sender entspricht dem Absender, der Envelope To dem Empfänger.
Wie bei der Brief-Post wird der Absender auf dem Umschlag (Envelope Sender) informiert, wenn seine Nachricht nicht zustellbar war – unabhängig davon, welcher Absender in der Nachricht selbst (Body From: Header) genannt wird. Unzustellbarkeits-Nachrichten (Bounce Messages) werden mit leerem Envelope Sender (<>) verschickt, um E-Mail-Loops zu verhindern.
Wird die E-Mail im mbox-Format gespeichert, ist der Envelope Sender in der ersten Zeile der E-Mail enthalten.
Wird beispielsweise eine Mail mit folgenden SMTP-Kommandos versandt:
```
MAIL FROM:<
absender@example.com
>
RCPT TO:<empfaenger@example.net>
```

erzeugt dies folgende Zeile vor dem Header der empfangenen E-Mail:
```
Envelope-From 
absender@example.com
 Wed Jun 22 13:49:30 2005
```

Das Feld kann je nach beteiligten Servern andere Namen tragen, z. B. Return-Path oder X-Envelope-From. Der Envelope Sender wird von E-Mail-Programmen normalerweise nicht angezeigt, kann aber durch spezielle Funktionen (z. B. show header, show raw, Nachrichten-Quelltext anzeigen, Eigenschaften, …) sichtbar gemacht werden. Wie bei einem Brief kann man auch einen falschen Absender angeben, daher sollte man sich niemals auf diese Angabe verlassen. Lediglich auf Envelope-To kann man sich verlassen, solange der eigene Mailserver nicht manipuliert wurde, denn wäre Envelope-To zuvor manipuliert worden, wäre die E-Mail nicht angekommen.
Mit SPF kann der Domain-Teil des Envelope Senders überprüft werden. Viele E-Mail-Anbieter tun dies automatisch und schreiben das Ergebnis unter dem Namen Received-SPF in den Header, was wie oben angegeben betrachtet werden kann.